# Arbejdsmiljø (dokumentarfilm)
Arbejdsmiljø er en dansk dokumentarfilm om arbejdsmiljø fra 1978 instrueret af Flemming Arnholm.